# Julian Malicki
Julian Czesław Malicki (ur. 2 września 1961) – polski fizyk, profesor nauk medycznych, specjalizujący się w radioterapii, nauczyciel akademicki poznańskiego Uniwersytetu Medycznego oraz Uniwersytetu im. Adama Mickiewicza w Poznaniu. Od 1995 dyrektor Wielkopolskiego Centrum Onkologii.

## Wykształcenie i zainteresowania badawcze
Studia z fizyki technicznej ukończył w 1985 na Politechnice Śląskiej w Gliwicach. Stopień doktora uzyskał w 1992 roku na Akademii Medycznej w Poznaniu (rozprawa doktorska pt. Model rozkładu dawki promieniowania elektromagnetycznego jonizującego w obiekcie biologicznym). W 1993 był stypendystą Council of International Programs (CIP) w Indiana University w Indianapolis (USA). W 1994 roku uzyskał tytuł magistra prawa na Uniwersytecie Śląskim w Katowicach. Habilitację uzyskał na Uniwersytecie Medycznym w Poznaniu w 1999 roku na podstawie oceny swojego dorobku naukowego oraz rozprawy pt. Rozkłady dawek i ich frakcjonowanie w metodzie napromieniania całego ciała przed przeszczepieniem szpiku kostnego. Tytuł naukowy profesora nauk medycznych został mu nadany w 2009 roku.   
Zainteresowania badawcze J. Malickiego obejmują m.in.: oddziaływanie promieniowania jonizującego z obiektami biologicznymi; metody weryfikacji napromieniania z wykorzystaniem dozymetrii in vivo i technik obrazowania; napromienianie całego ciała przed przeszczepieniem szpiku kostnego oraz standaryzację procedur radioterapii w Unii Europejskiej. Zajmuje się także optymalizacją opieki zdrowotnej. Ostatnio jego działalność badawcza koncentrowała się na wdrożeniu międzynarodowych audytów klinicznych w radioterapii onkologicznej oraz na wpływie predyspozycji osobniczych na odpowiedź na promieniowanie jonizujące.  
Opublikował wiele artykułów w czasopismach międzynarodowych, w tym w czołowych czasopismach z zakresu radioterapii i fizyki medycznej (Radiotherapy and Oncology, Radiology and Oncology, Physica Medica; Reports of Practical Oncology and Radiotherapy). 

## Kariera zawodowa
W latach 1985–1990 pracował jako fizyk medyczny w Instytucie Onkologii w Gliwicach. W 1990 został kierownikiem Zakładu Fizyki Medycznej Wielkopolskiego Centrum Onkologii. W 1995 został dyrektorem Wielkopolskiego Centrum Onkologii. Od 2004 roku jest kierownikiem Katedry Elektroradiologii, a od 2005 roku profesorem w Uniwersytecie Medycznym w Poznaniu. Jest także profesorem na Wydziale Fizyki UAM w Poznaniu. W latach 2016–2020 był członkiem senatu Uniwersytetu Medycznego w Poznaniu. W latach 2016–2019 pełnił funkcję konsultanta krajowego w dziedzinie fizyki medycznej. 
Jest członkiem wielu towarzystw naukowych, m.in.: Polskiego Towarzystwa Radioterapii Onkologicznej (wiceprzewodniczący 2003-2013), Europejskiego Towarzystwa Radioterapii Onkologicznej (ESTRO, członek zarządu 2003-2005); Polskiego Towarzystwa Fizyki Medycznej (PSMP); Amerykańskiego Towarzystwa Radioterapii Onkologicznej (ASTRO), Latynoamerykańskiego Towarzystwa Radioterapii Onkologicznej (ALATRO), a także Amerykańskiego Stowarzyszenia Fizyków w Medycynie (AAPM). Był członkiem (2004 - 2007) Komitetu Fizyki Medycznej, Radiobiologii i Diagnostyki Obrazowej PAN.   
Kierował projektem finansowym przez Komisję Europejską pod nazwą ACCIRAD, którego celem było opracowanie wytycznych dotyczących przypadkowych i niezamierzonych ekspozycji w zastosowaniach radiologicznych (2011-2013). Był członkiem (2008-2014) grupy roboczej ESTRO "Health Economics in Radiation Oncology (HERO)", projektu mającego na celu określenie częstości występowania i stopnia zaawansowania nowotworów, wskaźników zastosowania radioterapii oraz poziomów zatrudnienia i wyposażenia w krajach europejskich. Od 2014 roku współprowadzi wieloośrodkowy, międzynarodowy projekt IROCA (Improving Radiation Oncology Through Clinical Audits).    
Od 1996 roku jest redaktorem naczelnym czasopisma naukowego Reports of Practical Oncology and Radiotherapy. Jest członkiem rady naukowej pisma Letters in Oncology Science (poprzednio redaktor naczelny). Od 2007 do 2015 roku był członkiem rady naukowej czasopisma Physica Medica. Od 1997 roku jest członkiem rady naukowej czasopisma Contemporary Oncology. 

## Odznaczenia
- Złoty Krzyż Zasługi (2016)[21]
- Odznaka honorowa "Za zasługi dla województwa wielkopolskiego" (2018)[22]
- Krzyż Kawalerski Orderu Odrodzenia Polski (2020)[23]